# Le Club des cigognes
Pour plus de détails, voir Fiche technique et Distribution.
Le Club des cigognes (The Stork Club) est un film américain de Hal Walker sorti en 1945.

## Fiche technique
- Titre : Le Club des cigognes
- Titre original : The Stork Club
- Réalisation : Hal Walker, assisté d'Alvin Ganzer et Oscar Rudolph (non crédités)
- Production : Buddy G. DeSylva (non crédité)
- Société de production : B.G. DeSylva Productions Inc.
- Société de distribution : Paramount Pictures
- Scénario : Buddy G. DeSylva et Jack McGowan
- Musique : Robert Emmett Dolan
- Chorégraphe : Billy Daniel
- Photographie : Charles Lang
- Effets visuels : Harry Perry
- Montage : Gladys Carley
- Direction artistique : Hans Dreier et A. Earl Hedrick
- Décorateur de plateau : Sam Comer et Jerry Welch
- Costumes : Edith Head
- Pays de production : États-Unis
- Langue : anglais
- Format : Noir et blanc - 35 mm - 1,37:1 - Son : Mono (Western Electric Recording)
- Genre : Comédie musicale
- Durée : 98 minutes
- Dates de sortie :
  - États-Unis : 19 décembre 1945 (New York)
  - États-Unis : 28 décembre 1945 (sortie nationale)
  - France : 17 décembre 1947

## Distribution
- Betty Hutton : Judy Peabody
- Barry Fitzgerald : Jerry B. 'J.B.' / 'Pop' Bates
- Don DeFore : Sergent Danny Wilton
- Robert Benchley : Tom P. Curtis
- Bill Goodwin : Sherman Billingsley
- Iris Adrian : Gwen
- Mikhail Rasumny : M. Coretti
- Mary Young : Mme Edith Bates
- Andy Russell : Jim Jones

Acteurs non crédités
- Catherine Craig : Louella Parsons
- William Haade : Sergent dansant avec Judy
- Douglas Wood : Dr Marston